# Willem van Veenendaal
Willem Cornelis van Veenendaal (Utrecht, 28 oktober 1903 – Athene, 1 mei 1965) was een Nederlands piloot en schrijver in de pionierstijd van de KLM. Hij is vooral bekend geworden vanwege zijn vele boeken over deze tijd.
In 1923 moest hij na een kortstondige baan als journalist zijn militaire dienstplicht vervullen. Na ongeveer twee jaar in de infanterie dienst te hebben gedaan werd hij in 1926 opgeleid tot militair vlieger bij de Luchtvaartafdeeling. In oktober 1926 behaalde hij zijn vliegbrevet en een jaar later zijn Militair vliegbrevet. Hij maakte geen opzienbarende vluchten, maar wist er wel boeiend over te schrijven, wat hem en zijn mede piloot en schrijver Adriaan Viruly een grote bekendheid opleverde. In 1929 trad hij in dienst bij de KLM waar hij in 1933 zijn eerste vlucht als gezagvoerder maakte. In 1931 trouwde hij met Elsa Muller, en scheidde van haar in 1935. Een jaar later trouwde hij met Levina Maria den Ottolander. Beide huwelijken bleven kinderloos.
Aan de vooravond van de Tweede Wereldoorlog probeerden hij, Adriaan Viruly en Jan Hondong met een KLM vliegtuig naar Engeland te vluchten, maar dit werd door de top tegengehouden. Later zou hij alsnog de geallieerde zijde bereiken en vloog hij enkele malen voor de KLM Bristol-Lissabon-lijn.
Op de dag na de Watersnood van 1953 vloog Van Veenendaal met verslaggever van de Volkskrant Carel Enkelaar en met fotograaf Jan Stevens in een Dakota boven het Zuid-Hollandse en Zeeuwse rampgebied. Na de vlucht stelde hij telefonisch KLM-president Plesman op de hoogte van zijn bevindingen. Plesman heeft vervolgens de regering ingelicht. Dankzij de vlucht en de gemaakte pers- en fotoreportages kwam de internationale hulpverlening op gang.
Van Veenendaal vloog nog tot 1954. Daarna was hij nog even hoofd van de Voorlichtingsdienst van de Koninklijke Luchtmacht. In 1965 overleed hij aan een hartaanval. Hij ligt begraven op het Griekse eiland Spetses.